# Eupithecia vepallida
Eupithecia vepallida är en fjärilsart som beskrevs av Louis Beethoven Prout 1925. Eupithecia vepallida ingår i släktet Eupithecia och familjen mätare. Inga underarter finns listade i Catalogue of Life.